# Colnago
Colnago er en italiensk cykelfabrikant oprettet i 1952 af Ernesto Colnago.
I 1955 begyndte Ernesto Colnago (13 sejre som professionel) at bygge andre cykelrytters cykler, I 1957 bygger Ernesto Colnago rammen som Team Chlorodonts´s Castone Nencini vinder Giro d'Italia på. Hermed er cykelstellet Colnago klar til ar dominere den internationale cykelscene helt op til i dag.
Colnagos velkendte trekløver logo (Asso di fiori) bliver introduceret i 1970 efter Michele Dancellis sejr i Milano-San Remo 1974 bliver året hvor Colnago første gang bliver officiel sponser for et cykelhold (Team  SCIC). Indtil da har Colnago sponsoreret enkelte ryttere.
Colnagos varemærke har altid været de flotte farverige lakeringer. 
Colnago har produceret cykler i både stål, aluminium, titanium og carbon (visse modeller er dog udgået). Især colnagos stålramme Master x-light betragtedes i cykelkredse som en af de ypperste stålrammer. 
Langt over 5000 professionelle løb er gennem tiderne blevet vundet på en colnagoramme.